# Alfred Schirmer (Admiral)
Alfred Schirmer (* 8. September 1892; † 1975) war ein deutscher Vizeadmiral (Ing.) der Kriegsmarine.

## Leben
Alfred Schirmer trat am 1. Oktober 1909 in die Kaiserliche Marine ein. Später war er bis Dezember 1914 auf der Prinzregent Luitpold und kam dann bis Mai 1915 an die U-Bootsschule. Bis Ende 1915 war er ab 13. Juli 1916 Marine-Ingenieur im Range eines Leutnants zur See, als Leitender Ingenieur auf UB 1, dann bis August 1916 in gleicher Position auf UB 19. Bis März 1918 war er auf U 22 und bis Kriegsende bei der Bauinspektion von U 121, welches aber bis Kriegsende nicht mehr fertiggestellt wurde. Zum 28. April 1918 war er zum Marine-Oberingenieur im Range eines Oberleutnants zur See ernannt worden.
Nach dem Krieg wurde er in die Reichsmarine übernommen und hier erst am 1. April 1922 Kapitänleutnant (Ing.) und am 1. April 1929 Korvettenkapitän (Ing.). 1931 war er Stabsoffizier im Stab der Marineschule Kiel-Wik.
In der Kriegsmarine war er als Kapitän zur See (Ing.) (Beförderung am 1. April 1935) am 3. Oktober 1936 als Nachfolger von Korvettenkapitän (Ing.) Paul-Willy Zieb Kommandeur der Marineschule Wesermünde. Anschließend war er als Konteradmiral, ab 1942 Vizeadmiral, von November 1939 bis März 1943 II. Admiral der Nordseestation. Später leitete er die Kriegsmarinewerft Brest bzw. war Arsenalkommandant Brest. Am 15. September 1944 erhielt er, zur Verfügung gesetzt, in dieser Position das Deutsche Kreuz in Gold verliehen.